# Mbandaka
Pour les articles homonymes, voir Mbandaka (homonymie).
Mbandaka est une ville portuaire de la Province de l'Équateur en république démocratique du Congo, dont elle est la capitale provinciale. Nichée dans la cuvette centrale, la ville est située au point de jonction de la rivière Ruki avec le fleuve Congo. Ville d'environ 1,2 million d'habitants, elle est une étape importante sur le fleuve entre les villes de Kinshasa et de Kisangani.
La ville était anciennement connue sous le nom de Coquilhatville (d'après Camille Coquilhat, prononcé /kɔk.li.jat.vil/) jusqu'en 1966.
Deux communes, celle de Mbandaka et celle de Wangata, composent aujourd'hui la ville, avec pour chacune d'entre elles dix quartiers.
Un bloc de limonite dans la commune de Wangata indique l'emplacement de la ligne de l'équateur
La ville abrite une véritable richesse botanique dans un parc aux confins de l'agglomération dit Jardin botanique d'Eala fondé par Léopold II en 1900.

## Géographie
Située sur la rive gauche du fleuve Congo en aval du son affluent, la rivière Ruki, elle est éloignée de Kinshasa de 720 km par voie fluviale et de 1 180 km par la route nationale RN8. Elle se trouve à quelques kilomètres au-dessus de l'équateur dans une zone de tourbières d'une richesse exceptionnelle en carbone équivalent, selon les estimations, à 30.6 milliards de tonnes.

## Histoire
Sous la colonisation à l'époque de Léopold II, la ville, simple poste, est dirigée par le Belge Camille Coquilhat (1863-1891), dont elle porte le nom jusqu'en 1966, lorsque le président Mobutu décide de la débaptiser.
En 1883, Stanley s'arrête à six kilomètres au sud, à Wangata, alors qu'il remonte le fleuve en direction de Kisangani, et baptise ce hameau « Équateur » et les Belges y créent leur premier poste. En 1891, ils abandonnent Wangata au profit de Mbandaka. Depuis, le chef-lieu de l'Équateur est composé de deux communes, Wangata et Mbandaka, et ne cessent de grandir.
Circonscription urbaine dès 1895, elle obtient le statut de ville en septembre 1958. Elle devient chef-lieu de la province de la Cuvette centrale en 1963.
Le plan d'urbanisme de la ville est dicté par la position du fleuve, de ses bras et affluents. C'est à Mbandaka que le jeune Mobutu a fait une partie de sa scolarité.
La ville a été le théâtre du massacre de nombreuses personnes en particulier d'origine Hutu lors de la Première guerre du Congo, du 13 au 17 mai 1997.
Fin 2009, la région est secouée par une rébellion d'un clan, celui des Enyele, dans le territoire de Kungu. À la suite d'une dispute autour de droits de pêche sur un étang, le clan prend les armes et sa milice occupe brièvement l'aéroport de Mbandaka au printemps 2010.
La mission de la MONUSCO installée dans la ville ferme ses portes en 2015. Cette même année, l'ancienne province de l'Equateur est démembrée en 5 provinces dont la province actuelle du même nom.
|  |  |  |

## Environnement
La température moyenne en décembre à Mbandaka est d’environ 25.3°C et les précipitations sont en moyenne de 48.4mm. La nuit les températures chutent à 20.6°C et la journée elles peuvent atteindre 30.3°C .

## Administration

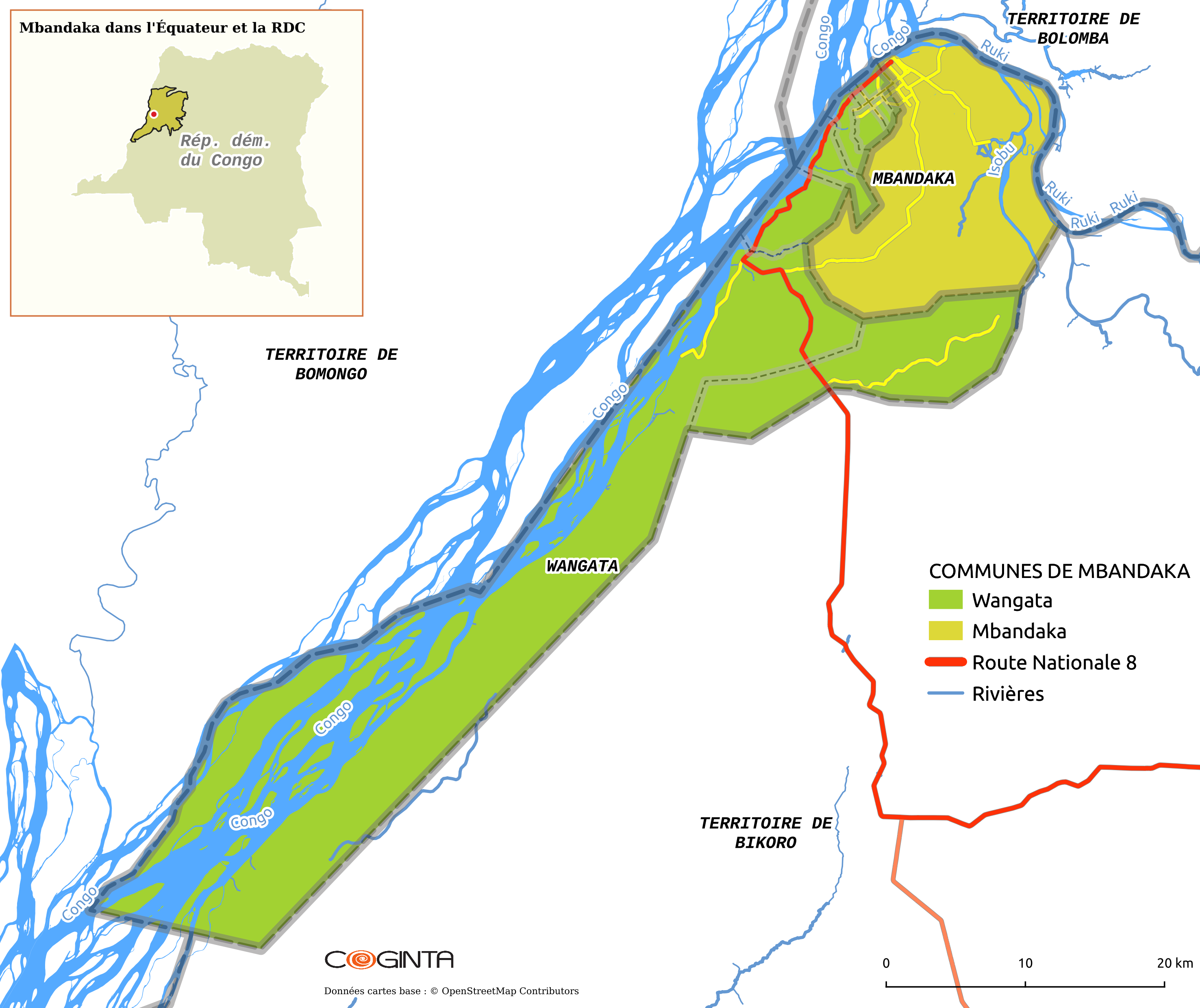
Communes de Mbandaka

La ville est constituée de 2 communes urbaines - Mbandaka et Wangata -, subdivisées elles-mêmes en quartiers administratifs :
| Communes | Population (2012) | Quartiers                                                                                           |
| -------- | ----------------- | --------------------------------------------------------------------------------------------------- |
| Mbandaka | 458 108           | Air Congo, Bakusu, Basoko, Bokala, Djombo, Ikongowasa, Ibanda, Ipeko, Mambenga, Mbandaka-Inkole     |
| Wangata  | 554 675           | Bolenge, Bobwanza, Bongonde, Bongondjo, Bosomba, Boyera, Ituri, Inganda, Maman-Balako, Wendji-Secli |
| Mbandaka | 1 012 780         | |

| Période              | Identité                   | Notes |
| -------------------- | -------------------------- | ----- |
|                      | Constant Besau Nsomb’Ofola |       |
| ? - 2018             | Annie Bomboko              |       |
| Depuis novembre 2018 | Didier Edada Enana         |       |

## Population
Le Centre Aequatoria a recensé les études de population au cours du XXe siècle, elles sont parfois contradictoires. La population est majoritairement issue du groupe ethnique Mongo qui fut déplacé par l’administration belge au début du siècle pour peupler la ville. Ces populations ont occupé principalement la partie Est de la ville alors que des migrants venus de tribus Eleku, Mpama ou encore Nunu se sont petit à petit établis dans la portion ouest de la ville sur les bords du fleuve Congo et équivalent grosso modo à la commune de Wangata aujourd’hui. Les premiers habitants – eux-mêmes Bantu et non-Bantu – y sont appelés les « Riverains » ou « peuples riverains ». Ces derniers possèdent les terres agricoles autour de la ville qui produisent principalement du manioc, du maïs et du plantain. La ville abrite également une population minoritaire migrante de Batswa, ou pygmées, venue des territoires de Bikoro et d’Ingende.
Le recensement scientifique date de 1984, l'accroissement annuel de la population est estimé à 3,48,.
| 1908  | 1925  | 1945   | 1955   | 1960   | 1970    | 1984    | 2004    | 2012    |
| ----- | ----- | ------ | ------ | ------ | ------- | ------- | ------- | ------- |
| 3 000 | 5 995 | 11 767 | 29 805 | 40 000 | 107 910 | 125 263 | 262 814 | 345 663 |

## Santé
La ville est organisée en trois zones de santé : Bolenge, Mbandaka et Wangata.

## Attractions de la ville
La principale attraction des environs de Mbandaka se trouve à Eala, à 7 kilomètres de la ville. C'est un magnifique jardin botanique, domaine planté d'arbres dont certaines espèces atteignent des proportions impressionnantes. Une gamme de plantes alimentaires, médicinales, industrielles, ornementales y foisonnent. Le jardin contient 3 200 espèces botaniques, la plupart dans leur milieu naturel; un millier d'autres ont été répertoriées dans les environs. Les "Clous" du jardin sont les cultures d'orchidées, l'allée des bambous, les parterres de sensitives et le kapokier, au pied duquel fut inhumé le sergent Eala qui consacra sa vie à la réalisation du jardin qui porte aujourd'hui son nom.
Autres curiosités des environs de la ville : le village Basoko, bâti partiellement sur pilotis; le lac Paku à quelque 40 kilomètres de Mbandaka et le lac Ntomba à 125 kilomètres, à Bikoro.
Il suffit d'une demi-journée en bateau pour atteindre Makanza, vieille localité où le lit du fleuve se fractionne autour d'innombrables îles avant de s'épanouir en "pools" d'une remarquable beauté.

## Personnalités de Mbandaka
- René Bosise (1963-), homme politique de la République démocratique du Congo.
- Léon Engulu Banga Mpongo, premier gouverneur de Mbandaka dès l'indépendance de la RDC